# سوت‌کش کوهپایه
سوت‌کش کوهپایه (نام علمی: Schiffornis aenea) نام یک گونه از سرده سوت‌کش‌ها است.